# Zoltán Dömötör
Zoltán Dömötör (Budapest, 21 agosto 1935 – Budapest, 20 novembre 2019) è stato un pallanuotista e nuotatore ungherese, vincitore di una medaglia d'oro alle olimpiadi di Tokyo 1964 e due medaglie d'argento a Città del Messico 1968 e Roma 1960.